# Premi Nacional de Periodisme Cultural
El Premi Nacional de Periodisme Cultural és un guardó que concedeix anualment el Ministeri de Cultura i Esport espanyol i té per objecte reconèixer la trajectòria periodística en l'àmbit de la cultura desenvolupada per una persona física espanyola, l'activitat de la qual estigui dedicada a la informació cultural, sigui quina sigui la llengua o llengües de l'Estat utilitzades en el desenvolupament de la seva labor. La primera edició va tenir lloc el 2009 i té una dotació econòmica de 30.000 euros.

## El jurat
Atorga el premi un jurat presidit per la persona titular de la Direcció General del Llibre i Foment de la Lectura o persona en qui delegui; la vicepresidència correspon a la persona titular de la Subdirecció General de Promoció del Llibre, la Lectura i les Lletres Espanyoles; i compta amb els següents vocals:
- La persona guardonada amb el Premi Nacional de Periodisme Cultural, en la convocatòria de l'any anterior.
- Un membre o representant de la Reial Acadèmia Espanyola.
- Un membre o representant de la Reial Acadèmia Galega.
- Un membre o representant de l'Euskaltzaindia.
- Un membre o representant de l'Institut d'Estudis Catalans.
- Un representant a proposta de les principals Associacions de Periodisme Cultural.
- Un representant a proposta de la Federació d'Associacions de Periodistes d'Espanya (FAPE).
- Un representant a proposta de l'Associació de Revistes Culturals Espanyoles.
- Un representant a proposta de la Conferència de Rectors de les Universitats Espanyoles (CRUE).
- Un representant a proposta de la Federació d'Associacions de Ràdio i Televisió d'Espanya.
- Un representant a proposta de l'Associació Espanyola de Crítics Literaris.
- Un membre o representant de centres i/o departaments acadèmics dedicats a la recerca des de la perspectiva de gènere.
- Una persona experta, a proposta de la persona titular del Ministeri de Cultura i Esport d'Espanya.

## Premiats
- 2009 - Jacinto Antón
- 2010 - Fabricio Caivano
- 2011 - Ana Borderas
- 2012 - Juan Cruz
- 2013 - Antón Castro
- 2014 - Diego A. Manrique
- 2015 - Ana Mendoza
- 2016 - Jaume Figueras
- 2017 - Blanca Berasátegui
- 2018 - Ana Romaní
- 2019 - Anxo Quintela[3]
- 2020 - Sergio Vila-Sanjuán[4]
- 2021 - Guillermo Busutil.
- 2022 - Lluís Permanyer
- 2023 - Jesús Marchamalo[5]
- 2024 - Conxita Casanovas[6]